# Metepeira roraima
Metepeira roraima là một loài nhện trong họ Araneidae.
Loài này thuộc chi Metepeira. Metepeira roraima được miêu tả năm 2001 bởi Piel.